# Grofvuil

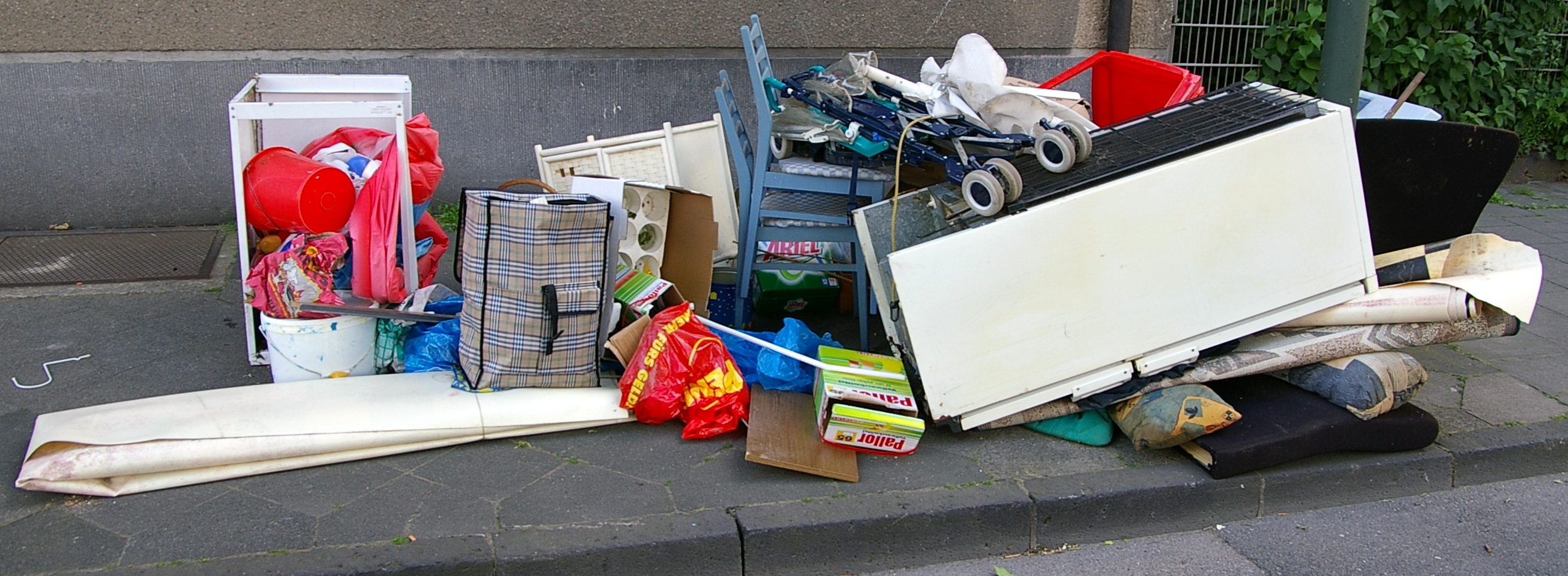
In te zamelen ongescheiden grofvuil

Grofvuil is een term om afval aan te duiden dat te groot en/of te zwaar is om in de grijze minicontainer te doen, die door de vuilnisophaaldienst periodiek aan huis opgehaald wordt.

## Soorten grofvuil
Grofvuil bestaat uit meubels (bankstellen, fauteuils, tafels), grote apparaten (koelkasten, ovens, tv's), en sanitair (badkuipen, toiletten, gootstenen). Een groot gedeelte (30-60%, afhankelijk van het gebied) van het grofvuil wordt meegenomen voordat het door de vuilnisophaaldienst meegenomen kan worden. Dit is een vorm van hergebruik. Takken, loof, stukken boomstam en ander gft-afval worden ook betiteld als grofvuil, alhoewel deze ook gescheiden ingezameld worden om versnipperd te worden en/of om gecomposteerd te worden.

## Halen en brengen
Bij de inzameling van grofvuil wordt zowel het haalconcept als het brengconcept gebruikt. 
- Bij het "halen" zijn er twee vormen. Grofvuil kan met een zekere regelmaat, zoals een keer per maand, ingezameld worden van de straat (voetpad naast de rijbaan). Of het kan op afroep door de vuilnisophaaldienst opgehaald worden. De laatste vorm is soms gratis en soms moet ervoor betaald worden.
- Bij het "brengen" transporteert de burger zelf het grofvuil naar het afvalbrengstation, waar hij het volgens de aanwijzingen van het personeel op de juiste plaats achterlaat.

## Scheiden van afval
Het gescheiden aanbieden van grofvuil (en andere soorten afval) speelt een belangrijke rol bij het op een meer verantwoorde manier omgaan met afval. Wanneer de verschillende soorten grofvuil gesorteerd zijn, kunnen er meer waardevolle materialen uit teruggewonnen worden dan wanneer er geen sortering heeft plaatsgevonden.